# Gehöft Altwahnsdorf 66 (Radebeul)
Das Gehöft Altwahnsdorf 66 liegt im Stadtteil Wahnsdorf der sächsischen Stadt Radebeul, auf der Nordseite des Angers Altwahnsdorf.

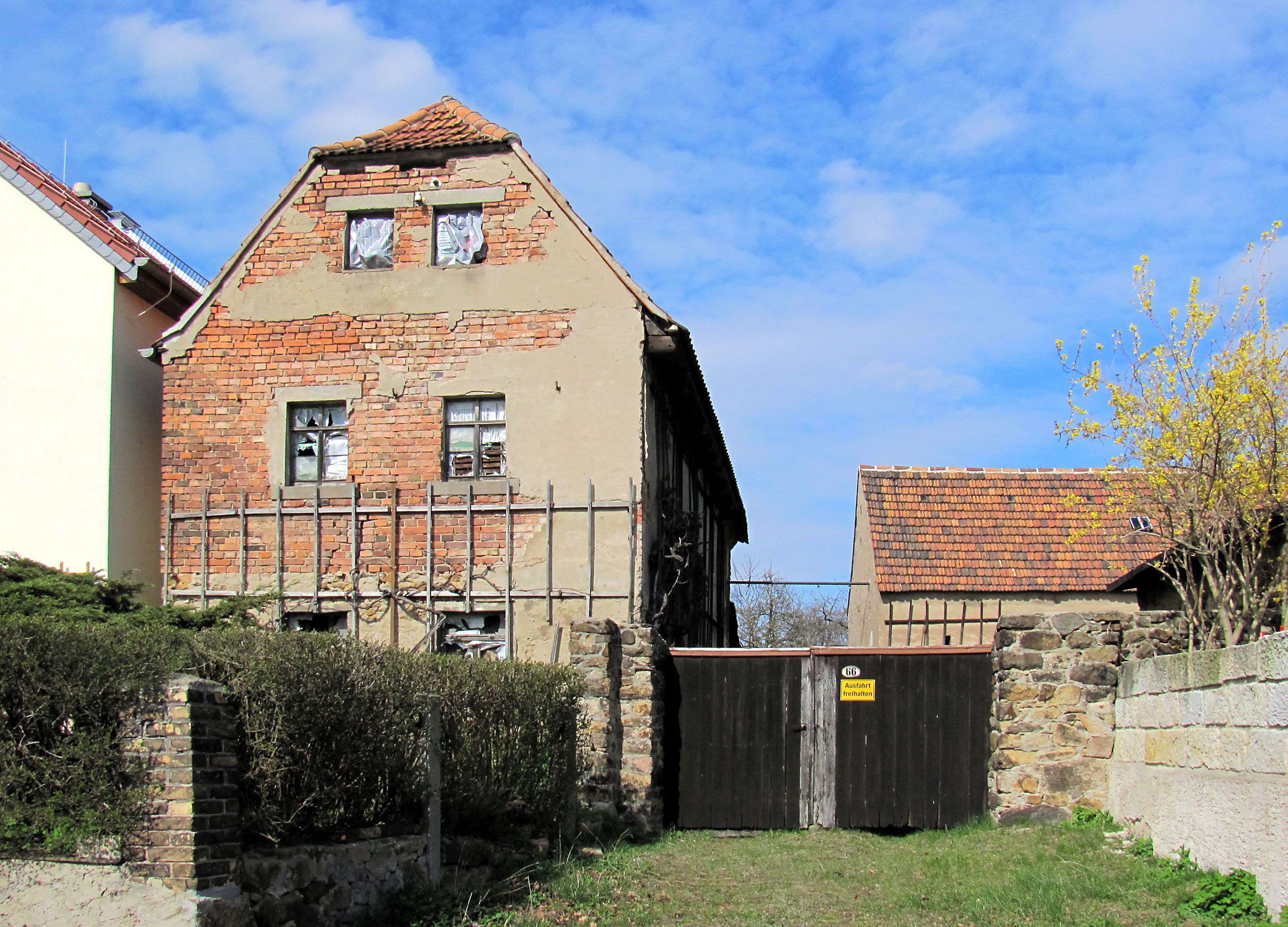
Wohnstallhaus Altwahnsdorf 66 (2012)

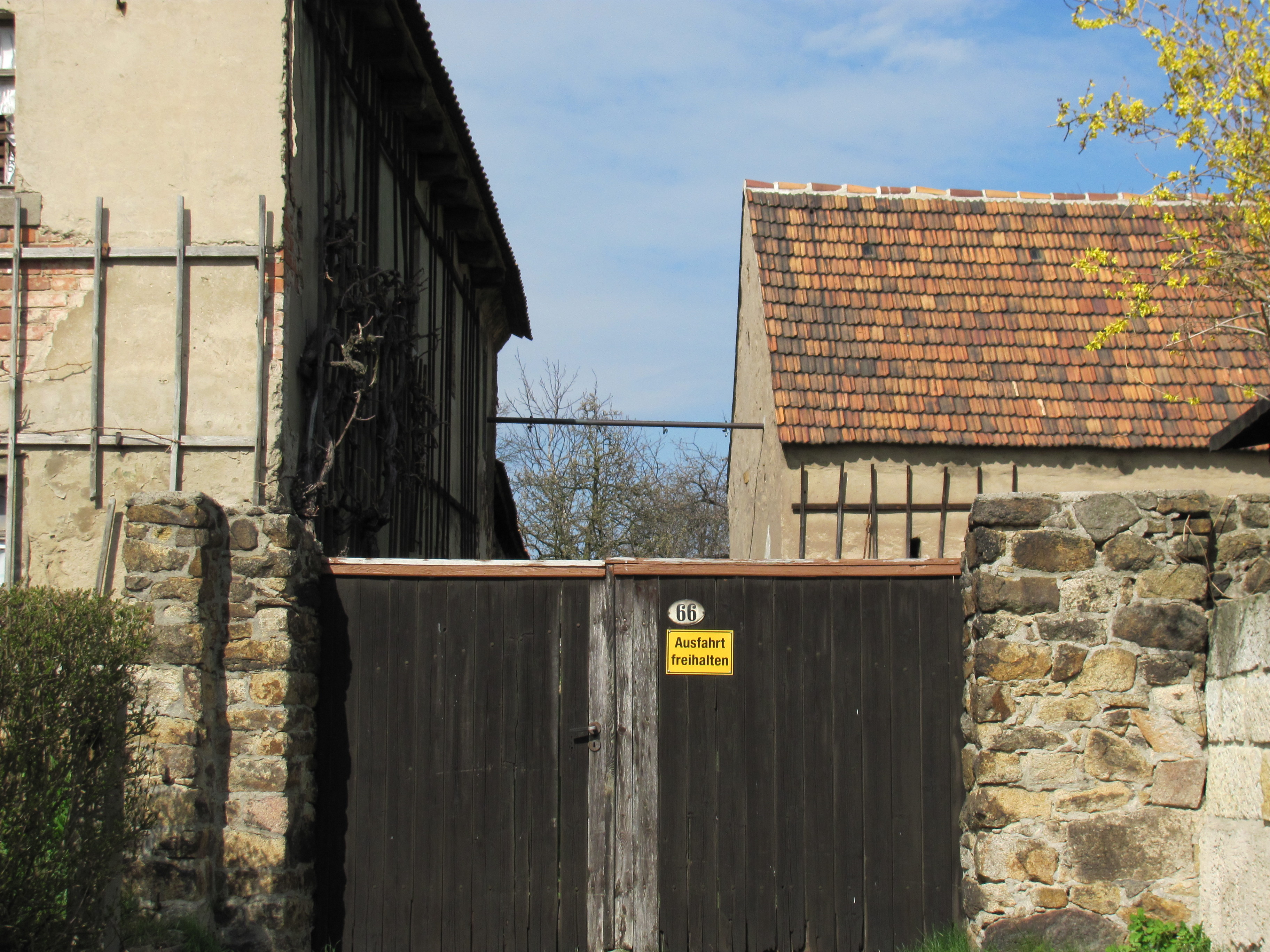
Altwahnsdorf 66: Tor und querstehende Scheune (2012)

## Beschreibung
Das um 1800 errichtete Bauernhaus steht mitsamt Nebengebäude unter Denkmalschutz.
Das etwas kleinere Wohnstallhaus steht direkt an der linken Grundstücksgrenze des langgestreckten Gehöfts neben dem dort stehenden, etwa gleich großen und langen Auszugshaus des Nachbarhofs. Der zweiachsige Giebel zeigt zum Anger. Der in seinem Erscheinungsbild kaum veränderte, verputzte Baukörper ist massiv. Obenauf sitzt ein biberschwanzgedecktes Satteldach mit Krüppelwalm zur Straße hin. Vor den Putzfassaden hängen Weinspaliere. Der Bau war zum Zeitpunkt der Herausgabe der Radebeuler Denkmaltopografie 2007 lange unbewohnt und verfallen. Auch die Fotos von 2012 zeichnen kein anderes Bild.
Das sich in der Verlängerung anschließende Nebengebäude ist niedriger, hat jedoch auch ein Satteldach. Es erstreckt sich in der Länge bis zu der Linie, wo beim linken Nachbargehöft am Ende des befestigten Hofes quer eine große Scheune steht.
Die Scheune von Altwahnsdorf 66 ist ein kleines Gebäude, das quer auf dem Grundstück mit seinem Satteldach-First auf Höhe des Endes des Wohnstallhauses steht. Es lässt einen schmalen Durchgang nach hinten frei, ansonsten weist es ein großes stichbogiges Tor auf. Diese Scheune ist ein Wiederaufbau von 1876 nach dem Verlust des Vorgängerbaus durch Brand.
Das zweiflügelige Holztor sitzt zwischen Natursteinmauern.